# 斯特凡·尼姆克
斯特凡·尼姆克（德語：Stefan Nimke，1978年3月1日—），生于哈格诺，是一名德国男子自行车运动员。曾参加2000年、2004年和2008年三届奥运，共获得一枚金牌、一枚银牌和两枚铜牌。